# Yodobashi
Yodobashi (淀橋区, Yodobashi-ku) va ser un municipi i un dels 35 antics districtes de la ciutat de Tòquio. Actualment es troba integrat en el districte de Shinjuku, a Tòquio.

## Història
Tot i que ja existia el municipi del mateix nom des d'aproximadament 1889, l'1 d'octubre de 1932 el municipi de Yodobashi, Ōkubo, Totsuka i Ochiai van fusionar-se en el districte de Yodobashi. L'any 1947 el districte deixà d'existir per a donar pas al districte de Shinjuku amb la unió de Yodobashi, Yotsuya i Ushigome. Va ocupar 9,33 quilometres quadrats i va tindre 51.090 habitants a data de l'1 d'octubre de 1945. Durant la Segona Guerra Mundial la zona va perdre molta població a causa que els habitants fugien dels bonbardejos massius dels americans sobre Tòquio. L'empresa de venda d'aparells tecnològics Yodobashi Camera té el seu nom per la zona.